# Andreas Capellanus
Andreas Capellanus (cunoscut în franceză ca André le Chapelain) a fost un scriitor din secolul al XII-lea, cunoscut în special pentru tratatul De amore ("Despre dragoste").
Nu se cunosc prea multe detalii despre viața sa.
Se pare că era de origine franceză și că a trăit la curtea din Troyes a lui Marie de Champagne, fiica regelui Ludovic al VII-lea și a Eleonorei de Aquitania.
Tema tratatului De amore (cunoscut și sub titlul De arte honeste amandi) o constituie dragostea cavalerească, temă cultivată de Marie de Champagne și prin care Andreas Capellanus teoretizează iubirea curtenească: iubirea-pasiune, motiv predilect al trubadurilor acelei epoci.